# Hieracium olafii
Hieracium olafii es una especie de planta con flor del género Hieracium, de la familia Asteraceae, orden Asterales.

## Distribución
Hieracium olafii se distribuye por Islandia.

## Taxonomía
Fue descrita científicamente por I. Oskarsson.